# Autour de la guitare
 (août 2023).
Si vous disposez d'ouvrages ou d'articles de référence ou si vous connaissez des sites web de qualité traitant du thème abordé ici, merci de compléter l'article en donnant les références utiles à sa vérifiabilité et en les liant à la section « Notes et références ».
Autour de la guitare est une série de concerts organisés par le guitariste français Jean-Félix Lalanne. Lancés en 2000, ils rassemblent plusieurs guitaristes français et internationaux, choisis pour leurs personnalités et leurs spécificités, et des chanteurs. Rythmés par des arrangements de Jean-Félix uniquement à base de guitares autour de thèmes instrumentaux ou de chansons, ces concerts sont composés d'une « cellule de base » de guitaristes à la fois solistes et accompagnateurs.
Ont notamment participé à ces concerts Christopher Cross, Robben Ford, Larry Carlton, Dan Ar Braz, Axel Bauer, Johnny Clegg, Paul Personne, Michael Jones. Au départ limités à un seul concert à l'Olympia à Paris, Autour de la guitare est devenu ensuite une tournée en France et en Belgique.

## Concept
Jean-Félix Lalanne, le créateur de cet événement le définit ainsi :
« L'idée c'est de réunir des chapelles qui n'ont pas forcément l'habitude d'être côtoyées, qui ne se croisent jamais.
C'est-à-dire en fait un spectacle où l'on mélange des titres instrumentaux, et des chanteurs qui viennent et qui acceptent de voir leur morceau traduit en guitare, arrangé en guitare.
Il y a donc un parterre de dix solistes virtuoses qui sont des instrumentistes solistes: blues, picking, world, etc.
Et moi, j'écris des arrangements pour guitare pour des chansons que les gens connaissent ou pas et en même temps et j'en profite pour faire de la manipulation artistico-génétique.
Je joue le rôle de passeur, c'est-à-dire que forcément les artistes ont leur propre carrière, développent leur propre musique, leur propre univers, et moi j'essaie de passer d'un monde à l'autre, je fais des croisements.
Par exemple j'ai fait un duo avec Georges Moustaki et Matthieu Chedid. »
« C'est un spectacle où l'invité principal est la guitare, et moi je sers un peu de passeur entre le monde de la guitare instrumentale avec des guitaristes d'horizon différent, de culture différente, de styles différents, hors pair, que des virtuoses, et des chanteurs qui acceptent de venir rendre hommage à l'instrument en acceptant d'avoir des orchestrations uniquement à base de guitare. »

## Artistes
- Avec les guitares de :
  - Jean-Félix Lalanne, Manu Galvin, Jack Ada, Michel Haumont, Solorazaf, Jean-Marie Ecay, Peter Finger, Marquito, Lucien Battaglia, Yan Vagh, Nawfel (Blues), Manuel Delgado (Flamenco), Jo Vurchio (Brésil), Angelo Debarre (Jazz manouche), Marylise Florid (guitare classique), Abaji (blues oriental), Soïg Sibéril (guitare celtique)…
- Avec les voix de :
  - Maurane, Juliette, Natasha St Pier, Hugues Aufray, Maxime Le Forestier…

## DVD
- Autour de la guitare de Jean-Félix Lalanne. Les 10 ans, édition 2011
- Autour de la guitare de Jean-Félix Lalanne, édition 2008
- Autour de la guitare de Jean-Félix Lalanne, coffret 3 DVD, 2007
- Autour de la guitare de Jean-Félix Lalanne, édition 2003
- Autour de la guitare de Jean-Félix Lalanne, édition 2000